# 交響曲第1番 (バラキレフ)
ミリイ・バラキレフの交響曲第1番ハ長調（露：Симфония No.1）は、1897年に完成された作品。演奏時間は約42分。

## 作曲の経緯
1864年にスケッチが開始されるが、他の作品に着手したことにより1866年に作曲は中断された。その後、バラキレフ自身の一時的な楽壇引退を経て、1893年になって作曲を再開。その4年後の1897年12月に作曲開始から33年を要してようやく完成され、1898年4月23日、サンクトペテルブルクの無料音楽学校演奏会にてバラキレフ自身の指揮により初演された。
ウラディーミル・スターソフやツェーザリ・キュイに宛てた書簡によれば、1860年代には第1楽章の3分の2のスケッチがほぼ完成し、第2楽章のスケルツォや第4楽章もある程度作曲が進んでいたらしい。作曲再開後、新たに第2、第3楽章が作曲され、第4楽章も主題が追加された。後年、アレクサンドル・チェレプニンは伊福部昭を指導する際、バラキレフは交響曲を作曲するのに30年以上かかったと教えたが、その交響曲とは本作のことを指している。

## 編成
総譜掲載の編成は次の通り。
- 木管楽器

フルート3（3はピッコロ持ち替え）、オーボエ、コーラングレ、クラリネット3、ファゴット2
- 金管楽器

ホルン4、トランペット2、トロンボーン3、チューバ
- 打楽器

ティンパニ、トライアングル、タンブリン、スネアドラム、シンバル、バスドラム
- ハープ[4]
- 弦楽器

弦五部

## 構成
第1楽章 Largo - Allegro vivo
ハ長調、4分の4拍子－4分の2拍子⇒4分の4拍子。序奏を持つ集結ソナタ形式。ゆっくりした序奏に始まるが、この序奏には第1主題、第2主題両方の動機が含まれている。2つの主題は際立った対比は見せず、序奏を基本主題とし、それが絶えず変奏され展開されていくかのように感じられる。展開部の後に主題が再現され、堂々と終結する。
第2楽章 Scherzo：Vivo
イ短調、4分の3拍子。三部形式のスケルツォ。弦楽器が細かな動きを見せ、東洋的性格を持つ主題が管楽器で次々に奏される。長調に転じて金管の強奏で第1部を終え、ゆっくりした中間部（poco meno mosso, ニ短調）に入る。第3部は第1部とほぼ同じ展開。結尾は再び長調に転じ、消え入るように終わる。
第3楽章 Andante
変ニ長調、8分の12拍子。管楽器による導入の後、弦楽器とハープの伴奏に乗って管楽器で東洋的な主題が奏される。チェロに現れる副次主題がのびやかに奏されたあと、一旦結句となり、楽器を変えて主題が展開される。ハープのグリッサンドと管楽器の和音の後、そのまま終曲に入る。
第4楽章 Finale：Allegro moderato
ハ長調、4分の2拍子。ロンド形式に近い。弦楽器にロシア舞曲のようなリズミックな主題が現れる。次に代表作である『イスラメイ』を思わせるような東洋的かつ狂熱的な主題が8分の6拍子で管楽器に現れ、やがて全合奏で奏される。激しい舞曲調の展開が続いた後、主要主題と副主題が対位法的に結び付けられてクライマックスとなり、4分の3拍子のコーダ（Tempo di Polacca）で堂々と曲を結ぶ。